# Combretum microphyllum
Combretum microphyllum är en tvåhjärtbladig växtart som beskrevs av Johann Friedrich Klotzsch. Combretum microphyllum ingår i släktet Combretum och familjen Combretaceae. Inga underarter finns listade i Catalogue of Life.

## Bildgalleri

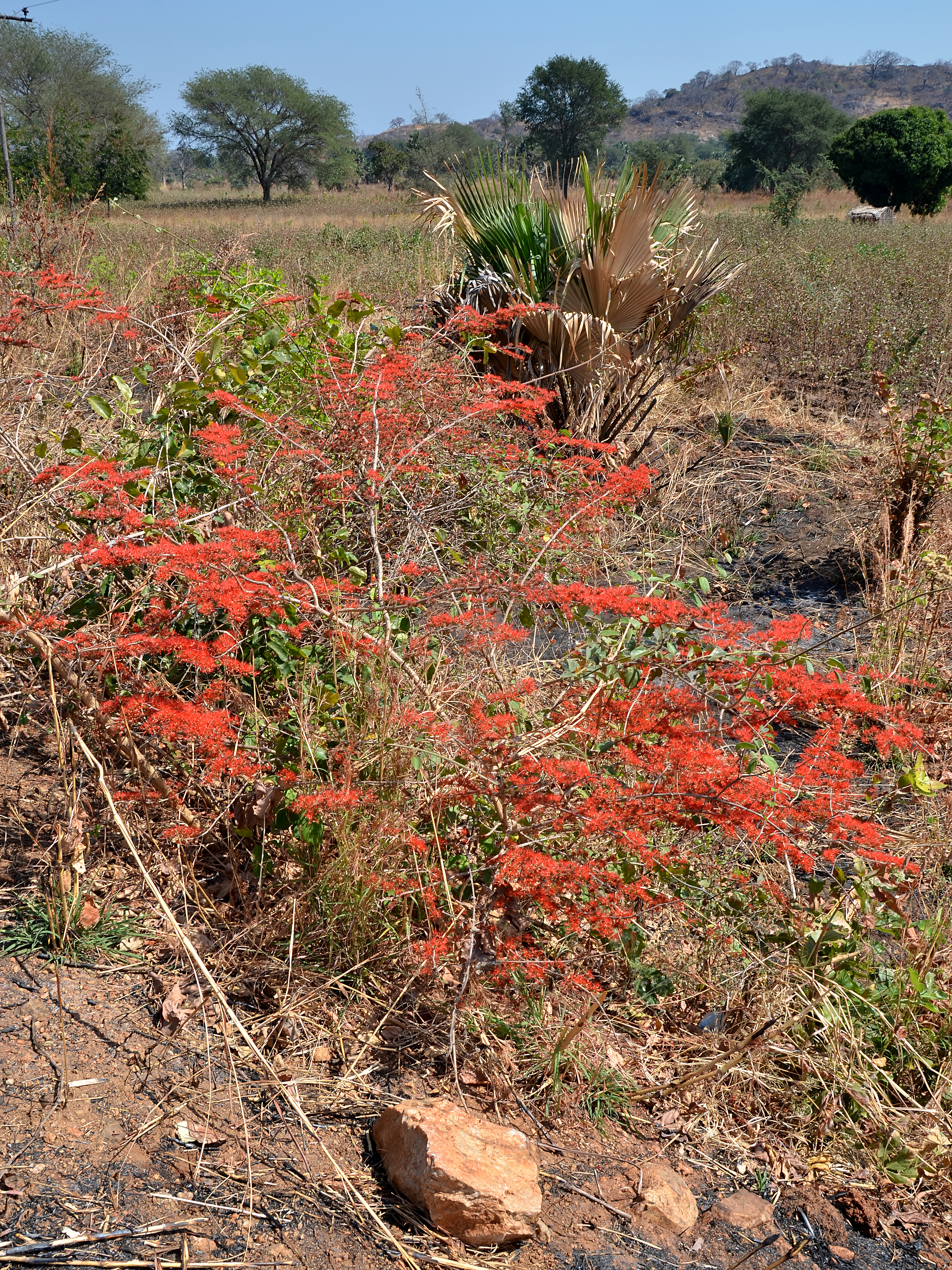
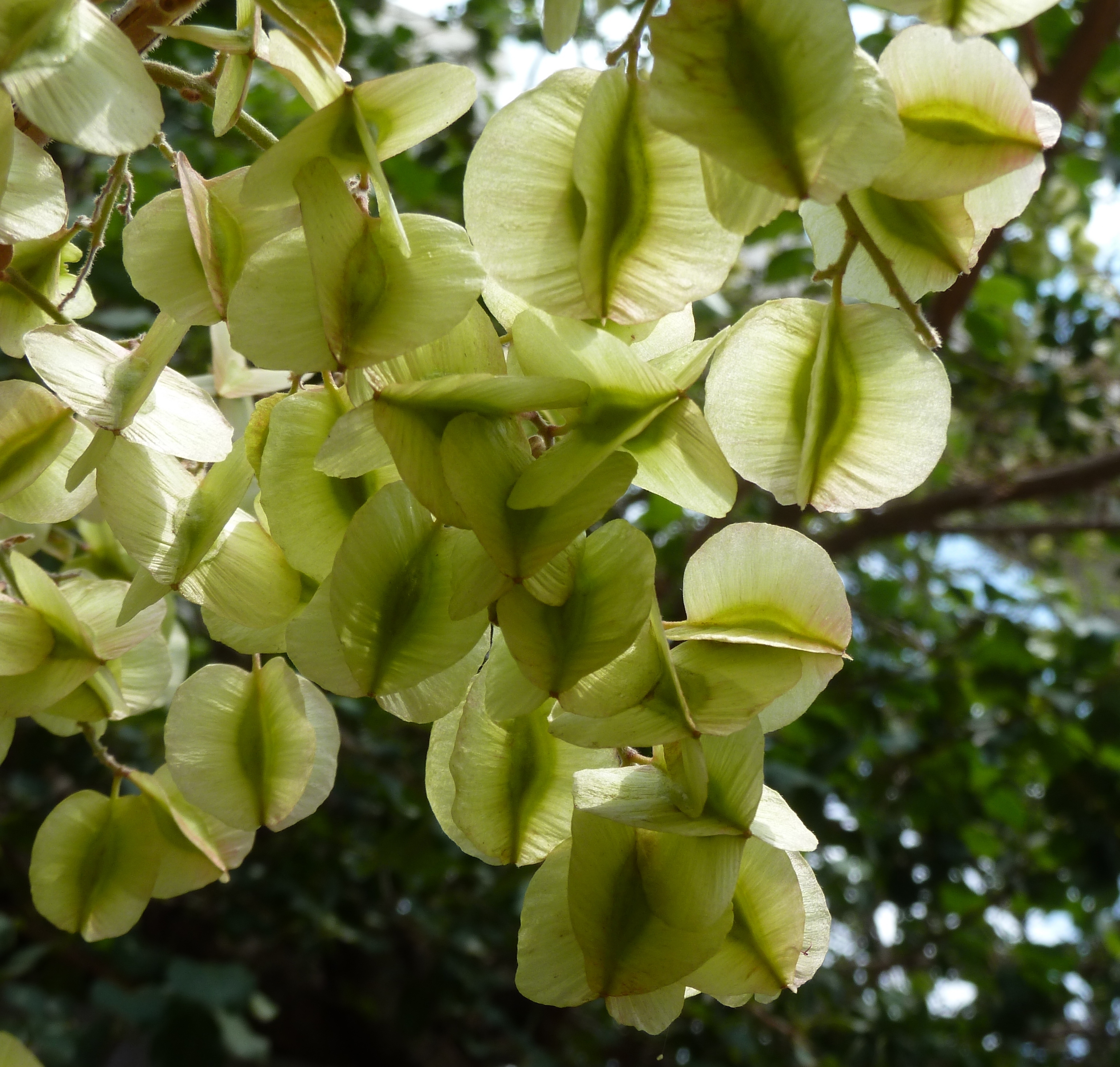